# بيجان باتماني
بيجان باتماني (مواليد 22 ديسمبر 1972) هو ملاكم إيراني، مثّل بلاده في الألعاب الأولمبية الصيفية 2000.

## روابط خارجية
بيجان باتماني على موقع أوليمبيديا (الإنجليزية)